# Robin Briguet
Robin Briguet (ur. 11 maja 1999) – szwajcarski narciarz dowolny, specjalizujący się w halfipe’ie. W Pucharze Świata zadebiutował 7 marca 2017 roku w Tignes, zajmując 24. miejsce. Tym samym już w swoim debiucie zdobył pierwsze pucharowe punkty. Na podium zawodów tego cyklu po raz pierwszy stanął 22 grudnia 2017 roku w Secret Garden, kończąc rywalizację na trzeciej pozycji. Wyprzedzili go tam jedynie Francuz Thomas Krief i kolejny Szwajcar, Joel Gisler. W 2017 roku zdobył też brązowy medal podczas mistrzostw świata juniorów w Crans Montana. W 2018 roku wystartował na igrzyskach olimpijskich w Pjongczangu, gdzie zajął 25. miejsce.

## Osiągnięcia

### Igrzyska olimpijskie
| Miejsce | Dzień     | Rok  | Miejscowość | Konkurencja | Zwycięzca     |
| ------- | --------- | ---- | ----------- | ----------- | ------------- |
| 25.     | 22 lutego | 2018 | Pjongczang  | Halfpipe    | David Wise    |
| 12.     | 19 lutego | 2022 | Pekin       | Halfpipe    | Nico Porteous |

### Mistrzostwa świata
| Miejsce | Dzień    | Rok  | Miejscowość | Konkurencja | Zwycięzca     |
| ------- | -------- | ---- | ----------- | ----------- | ------------- |
| 15.     | 9 lutego | 2019 | Park City   | Halfpipe    | Aaron Blunck  |
| 20.     | 12 marca | 2021 | Aspen       | Halfpipe    | Nico Porteous |

### Puchar Świata

#### Miejsca w klasyfikacji generalnej
- sezon 2016/2017: 259.
- sezon 2017/2018: 65.
- sezon 2018/2019: 149.
- sezon 2019/2020: 56.

Od sezonu 2020/2021 klasyfikacja generalna została zastąpiona przez klasyfikację Park & Pipe (OPP), łączącą slopestyle, halfpipe oraz big air.
- sezon 2020/2021: 44.
- sezon 2021/2022: -

#### Miejsca na podium
1. Secret Garden – 22 grudnia 2017 (halfpipe) – 3. miejsce